# Маркграфство Мерзебург
Маркграфството Мерзебург (на немски: Markgrafschaft Merseburg, Mark Merseburg) е средновековно маркграфство на Свещената Римска империя, създадено от Саксонската източна марка, от 965 до 985 г.
на територията на съвременна Саксония-Анхалт.
След смъртта на маркграф Геро I Железния († 20 май 965) Саксонската източна марка, наричана също Марка Геро (Marca Geronis), ‎е разделена на пет по-малки марки. Създават се Марка Мерзебург, Северната марка, Марка Лужица, Марка Майсен и Марка Цайц.
Столица e Мерзебург. През 965 – 982 г. е управлявано от рода Екехардини. Първият владетел е Гунтер Мерзебургски († 982) през 965 – 976 и 979 – 982 г. Титмар I († 978) управлява през 976 – 979 г. след изгонването на Гунтер Мерзебургски. През 985 г. маркграфството е обединено с Маркграфство Майсен.